# Alderholt

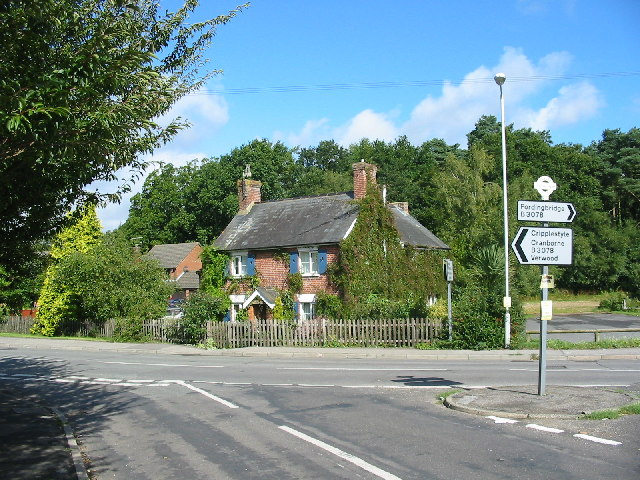

Alderholt /l ɔː d ər h oʊ l t / est un grand village et paroisse civile dans l'est de Dorset , en Angleterre; situé à 3 milles (5 km) ouest de Fordingbridge . La paroisse comprend les hameaux de Crendell et Cripplestyle . Les liaisons de voyage locales sont situées à 11 milles (18 km) du village à la gare de Salisbury et 9 milles (14 km) jusqu'à l'aéroport international de Bournemouth . La route principale qui traverse le village est la B3078 reliant Alderholt à Fordingbridge et Shaftesbury . Le village a une population de 3 113 habitants selon le recensement de 2001, augmentant avec la circonscription électorale du même nom à 3 171 habitants au recensement de 2011 .
Le village est desservi par un petit magasin coopératif (auparavant un Spar, jusqu'au début de 2007), une clinique vétérinaire et une chirurgie généraliste à temps partiel. Le pub du village est The Churchill Arms . Il y a trois églises dans le village : la chapelle d'Alderholt, l'église d'Angleterre St James et Tabernacle Gospel. Jusqu'à la mi-2014, Alderholt possédait également sa propre animalerie indépendante.
Le village dispose également d'un grand terrain de loisirs avec un club sportif et social, deux courts de tennis et une aire de jeux pour enfants.
Jusqu'en 1964, le village était desservi par une gare ferroviaire nommée Daggons Road, située à l'ouest du village, et sur une ligne reliant Fordingbridge et Salisbury au nord, et Verwood et Wimborne au sud.
La paroisse civile a été créée en 1894. Un livre paroissial a été publié en 1994 par le conseil paroissial d'Alderholt, enregistrant les détails et l'intérêt de la paroisse au cours des 100 dernière années.
Alderholt accueille le ReCreate Arts Festival chaque année en avril et a accueilli des artistes tels que Dodgy, Andy Kind et S Club.